# Крузер

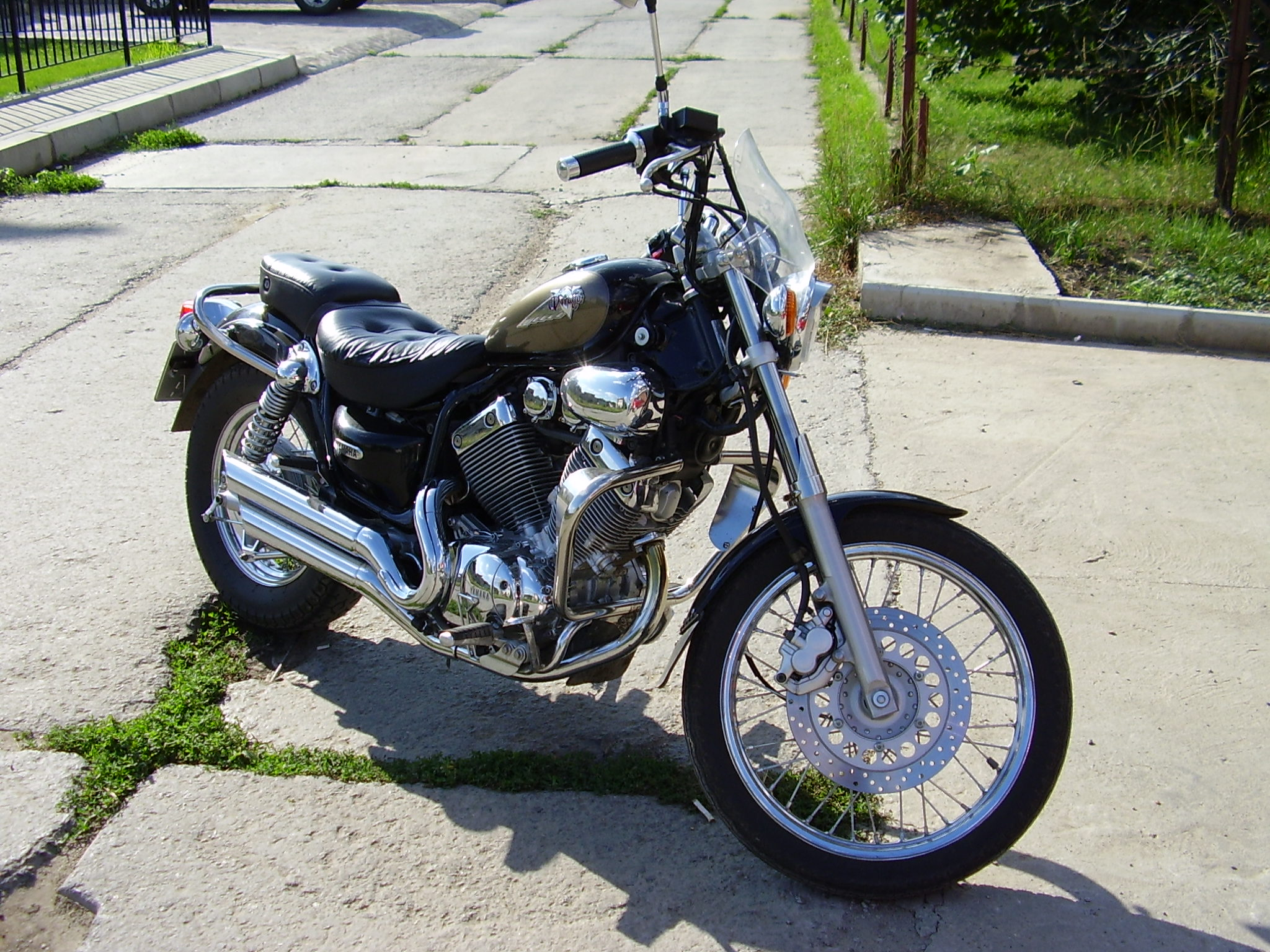
Yamaha Virago 535

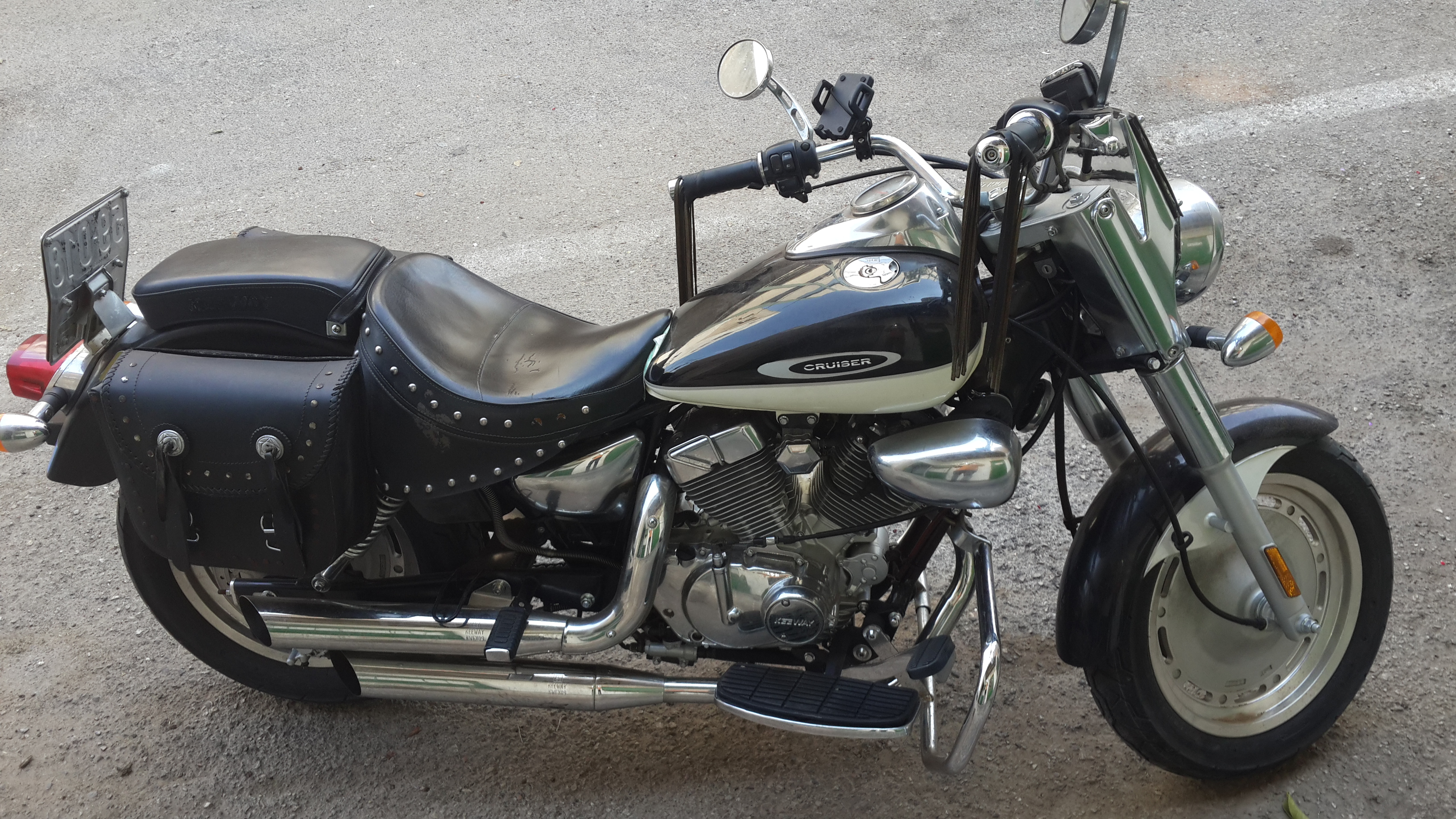
Keeway Cruiser-250

Кру́зер (англ. cruiser) — разновидность мотоциклов.
Название происходит от английского слова cruise, что, в данном контексте, означает «путешествовать». Характеризуется низким сиденьем, вертикальной посадкой, часто вынесенными далеко вперед подножками, обилием хрома и значительным весом. Круизер не предназначен для быстрой езды или езды по пересеченной местности; его двигатель обычно не обладает высокой мощностью, однако имеет лёгкую и удобную управляемость, большой крутящий момент на низких оборотах и соответствующее «грозное» звучание.
Крылья, сиденья и пр. у сегодняшних круизеров напоминает мотоциклы 1950—1960-х годов, но лишь внешне, поскольку двигатели, коробки передач и дисковые тормоза — современные.
Иногда мотоциклы стиля чоппер путают с круизерами, хотя у последних много отличительных черт: большой топливный бак, большие крылья, дополнительные фары, более низкий и удобный руль; длина и наклон вилки переднего колеса у круизера значительно меньше, чем у чоппера (для которого длиннейшая вилка является одной из самых характерных черт). Сходной же чертой является кастом («сделанный по заказу»): владельцы круизеров и чопперов широко пользуются всевозможными добавлениями и аксессуарами для придания индивидуальности своим мотоциклам.
История круизеров началась в 1980-х годах с мотоциклов фирмы Harley-Davidson, большинство из моделей которой относятся к этому типу. В настоящее время круизеры выпускаются и другими производителями, известны, к примеру, Suzuki Intruder и Suzuki Marauder, Honda Shadow, Honda Steed и Honda Magna, Yamaha Virago. Имеются круизеры итальянских и корейских фирм. В известной степени круизерами являются и российские мотоциклы Урал.
Чаще всего круизеры оснащаются V-образным двухцилиндровым двигателем «V-twin» значительного объёма (750—2000 см³), хотя могут обладать одноцилиндровым или рядным двух-, трёхцилиндровым двигателем: например, одноцилиндровый Suzuki GZ250, рядные двухцилиндровые Kawasaki EN500 и Triumph Thunderbird (1600—1700 см³), рядные трёхцилиндровые Triumph Rocket (2300 см³). Двигатели круизеров большого объема обычно спроектированы для получения максимального крутящего момента при относительно небольшой удельной мощности, и с увеличением объёма двигателя растёт не столько мощность, сколько крутящий момент, что видно, например, на модельном ряду Kawasaki Vulcan:
| Модель                 | Объём двигателя, см³ | Максимальная мощность, л. с. | Максимальный крутящий момент, кг·м |
| ---------------------- | -------------------- | ---------------------------- | ---------------------------------- |
| Kawasaki Vulcan EN500  | 500                  | 50                           | 4,6                                |
| Kawasaki Vulcan VN900  | 900                  | 54                           | 8,4                                |
| Kawasaki Vulcan VN1600 | 1600                 | 67                           | 13,1                               |

Разновидностью круизера является «power cruiser», «muscle cruiser» или «high performance cruisers», то есть круизер, двигатель которого обладает большой мощностью на высоких оборотах и, соответственно, способный достигать больших скоростей за счёт некоторого снижения крутящего момента на низких оборотах. Представителями этого подкласса являются Triumph Rocket, Suzuki Intruder M1800R, Kawasaki VN 1600 Mean Streak, Harley-Davidson VRSCF V-ROD Muscle.